# Любченська сільська рада
| Любченська сільська рада — орган місцевого самоврядування у Рожищенському районі Волинської області з адміністративним центром у с. Любче. Водоймища на території, підпорядкованій даній раді: річка Лютиця. Сільській раді підпорядковані населені пункти: - с. Любче |

## Склад ради
Рада складається з 15 депутатів та голови.

### Керівний склад ради
| ПІБ                           | Основні відомості                                                                                  | Дата обрання | Дата звільнення |
| ----------------------------- | -------------------------------------------------------------------------------------------------- | ------------ | --------------- |
| Поручнік Марія Миколаївна     | Сільський голова, 1961 року народження, освіта, позапартійна                                       | 26.03.2006   | 31.10.2010      |
| Петрук Володимир Анатолійович | Сільський голова, 1985 року народження, освіта вища, член Всеукраїнського об'єднання «Батьківщина» | 31.10.2010   |                 |

Примітка: таблиця складена за даними джерела

## Населення
За переписом населення України 2001 року в сільській раді мешкало 737 осіб.

### Мова
Розподіл населення за рідною мовою за даними перепису 2001 року:
| Мова       | Відсоток |
| ---------- | -------- |
| українська | 99,19 %  |
| російська  | 0,40 %   |
| молдовська | 0,27 %   |
| білоруська | 0,13 %   |